# Bestival Live 2011

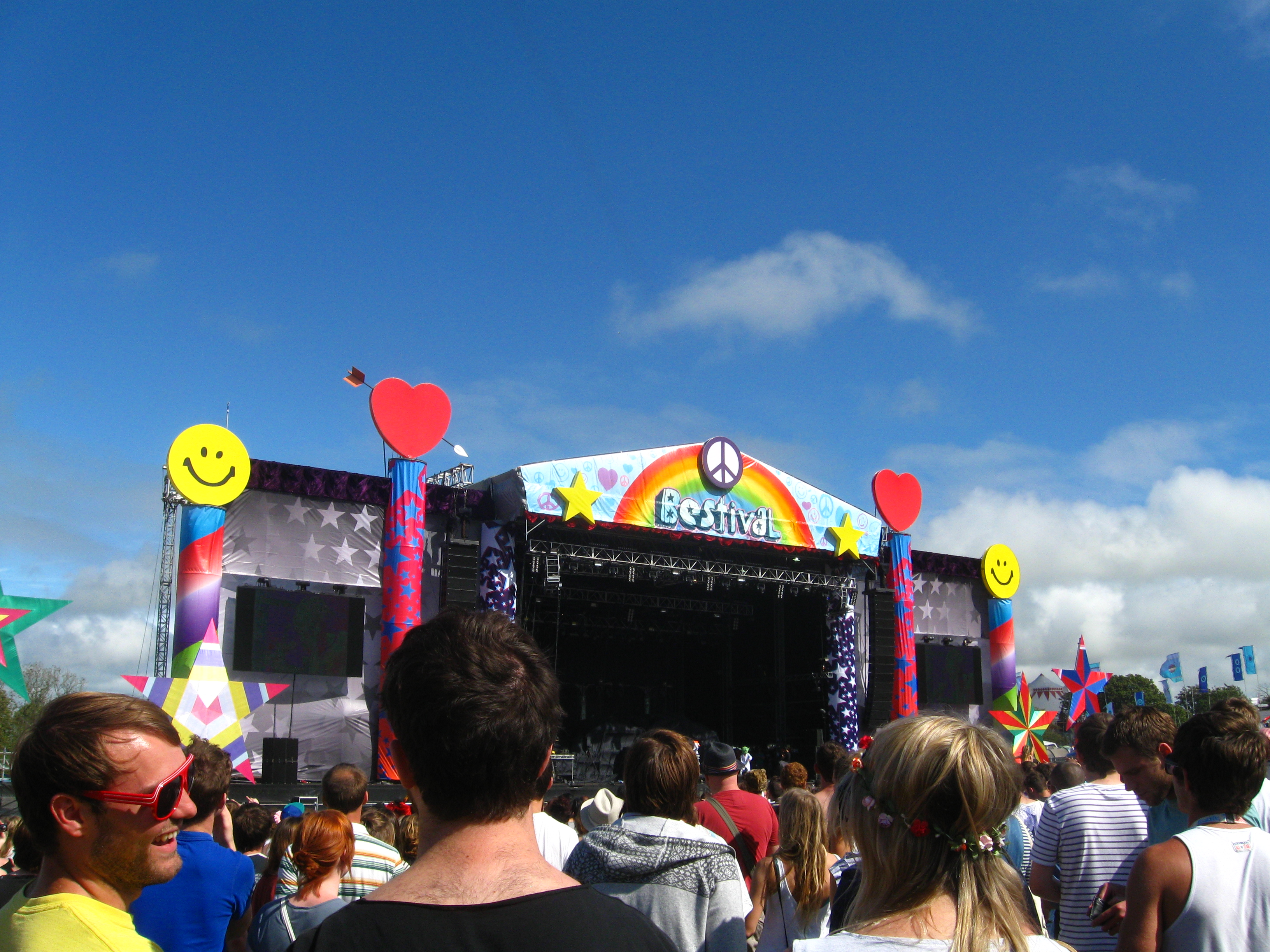
En la imagen, el escenario principal del concierto benéfico del Bestival Live 2011 to Benefit Youth Charity, celebrado en la Isla de Wight, donde tocaron The Cure el 10 de septiembre de 2011.

Bestival Live 2011 es el quinto álbum en directo de la banda inglesa The Cure publicado el 6 de diciembre de 2011. The Cure se sumó a los conciertos benéficos organizados en la Isla de Wight destinados a los niños necesitados de dicha isla.

## Recepción

### Posiciones y certificaciones
| Año  | Lista | Posición | Certificación |
| ---- | ----- | -------- | ------------- |
| 2011 | ALE   | 79       | —             |
| 2011 | BEL   | 83       | —             |
| 2011 | BEL   | 73       | —             |
| 2011 | FRA   | 115      | —             |
| 2011 | NLD   | 98       | —             |
| 2011 | SUI   | 15       | —             |

## Listado de canciones
| Bestival Live 2011 - Disco 1 |                        |          |  |
| N.º                          | Título                 | Duración |  |
| 1.                           | «Plainsong»            | 5:10     |  |
| 2.                           | «Open»                 | 6:53     |  |
| 3.                           | «Fascination Street»   | 4:58     |  |
| 4.                           | «A Night Like This»    | 4:10     |  |
| 5.                           | «The End of the World» | 3:40     |  |
| 6.                           | «Lovesong»             | 3:35     |  |
| 7.                           | «Just Like Heaven»     | 3:47     |  |
| 8.                           | «The Only One»         | 4:14     |  |
| 9.                           | «The Walk»             | 3:31     |  |
| 10.                          | «Push»                 | 4:37     |  |
| 11.                          | «Friday I'm in Love»   | 3:34     |  |
| 12.                          | «Shake Dog Shake»      | 4:44     |  |
| 13.                          | «Play for Today»       | 4:06     |  |
| 14.                          | «A Forest»             | 6:35     |  |
| 15.                          | «Primary»              | 4:20     |  |

| Bestival Live 2011 - Disco 2 |                                |          |  |
| N.º                          | Título                         | Duración |  |
| 1.                           | «The Hungry Ghost»             | 4:48     |  |
| 2.                           | «One Hundred Years»            | 6:50     |  |
| 3.                           | «End»                          | 6:11     |  |
| 4.                           | «Disintegration»               | 8:31     |  |
| 5.                           | «Lullaby»                      | 4:43     |  |
| 6.                           | «The Lovecats»                 | 3:50     |  |
| 7.                           | «The Caterpillar»              | 3:56     |  |
| 8.                           | «Close to Me»                  | 3:37     |  |
| 9.                           | «Hot Hot Hot!!!»               | 3:34     |  |
| 10.                          | «Let's Go to Bed»              | 3:36     |  |
| 11.                          | «Why Can't I Be You?»          | 3:27     |  |
| 12.                          | «Boys Don't Cry»               | 3:05     |  |
| 13.                          | «Jumping Someone Else's Train» | 3:11     |  |
| 14.                          | «Grinding Halt»                | 3:11     |  |
| 15.                          | «10:15 Saturday Night»         | 3:41     |  |
| 16.                          | «Killing an Arab»              | 3:37     |  |

## Créditos
| The Cure - Robert Smith – (Líder) voz, guitarrista - Simon Gallup - bajista - Jason Cooper - baterista - Roger O'Donnell - tecladista | Producción - Producido por: The Cure, Keith Uddin - Grabado el 10 de septiembre de 2011 durante el Bestival Live 2011 Benefit Youth Charity en la Isla de Wight - Publicado por: Sunday Best Recordings el 6 de diciembre de 2011 |